# 佐伯 (漫画家)
佐伯（さえき、3月16日 - ）は、日本の漫画家。女性。富山県出身、埼玉県在住。成人向け漫画を中心に活動している。コミカライズで「本橋翠」名義を用いていたこともある。また、同人サークル「よわみどり」にて同人活動も行っている。

## 略歴
- 『漫画ばんがいち』（コアマガジン）、『キャノプリcomic』（ジーオーティー）、『ヤングコミック』（少年画報社）などで作品を発表している。

## 作品リスト

### 成人向け
1. 『よわよわ』 2011年9月10日発売[5]、コアマガジン〈ホットミルクコミックス354〉、ISBN 978-4-86436-128-6
2. 『一日奴隷さん』 2016年11月30日発売[6]、ジーオーティー〈GOTコミックス〉、ISBN 978-4-81480-008-7

### 一般向け
- 『言の葉の庭』 2013年11月22日発売[7]、原作：新海誠、講談社〈アフタヌーンKC〉、ISBN 978-4-06387-941-4 ※「本橋翠」名義での作品
- 『BOX! -パンドラデイズ-』 少年画報社〈ヤングキングコミックス〉、全3巻
  1. 2015年4月10日発売[8]、ISBN 978-4-7859-5519-9
  2. 2016年4月11日発売[9]、ISBN 978-4-7859-5746-9
  3. 2021年5月20日発売[10]、電子書籍